# Gutschen, Svinec
Gutschen je naselje v Občini Svinec v Okraju Šentvid ob Glini na Koroškem v Avstriji.